# Avi Tikva
Avraham Tikva, detto Avi (in ebraico אבי‎?) (in ebraico תקוה אברהם‎?; Natanya, 28 giugno 1976), è un ex calciatore israeliano, di ruolo centrocampista.

## Palmarès

### Club

#### Competizioni nazionali
- Campionato svizzero: 1

Grasshoppers: 1997-1998